# Green Valley (Illinois)
Green Valley – wieś w Stanach Zjednoczonych, w stanie Illinois, w hrabstwie Tazewell.